# Rocky (Musical)
Rocky – Das Musical ist ein deutschsprachiges Musical von Stephen Flaherty (Musik), Lynn Ahrens (Liedtexte) und Thomas Meehan (Buch), das am 18. November 2012 unter der Regie von Alex Timbers im TUI Operettenhaus in Hamburg uraufgeführt wurde. Es basiert auf dem gleichnamigen Film von und mit Sylvester Stallone.
Als erste deutsche Produktion schaffte Rocky den Sprung an den Broadway in New York. Von März bis August 2014 wurde das Musical dort auch im Winter Garden Theatre aufgeführt.

## Produktionen
Bisher wurde Rocky im TUI Operettenhaus und im Winter Garden Theatre gezeigt. Das Produktionsteam war bei beiden Standorten weitgehend identisch. Die Produzenten der Uraufführung sind neben Stage Entertainment und Sylvester Stallone auch die beiden Klitschko-Brüder (Vitali und Wladimir) als Co-Produzenten. Als Besonderheit der Rocky-Produktion gilt der finale Boxkampf, bei dem Zuschauer mit einem „Golden-Circle“-Ticket die Tribünenplätze auf der Bühne einnehmen dürfen und der Boxring in den Zuschauerraum fährt.
| Land               | Stadt         | Theater                 | Premiere                         | Derniere          | Aufführungen |
| ------------------ | ------------- | ----------------------- | -------------------------------- | ----------------- | ------------ |
| Deutschland        | Hamburg       | TUI Operettenhaus       | 18. November 2012 (Weltpremiere) | 19. August 2015   | 1130         |
| Vereinigte Staaten | New York City | Winter Garden Theatre   | 13. März 2014                    | 17. August 2014   | 188          |
| Deutschland        | Stuttgart     | Stage Palladium Theater | 11. November 2015                | 12. Januar 2017   |              |
| Tschechien         | Prag          | Kongresové centrum      | 03. März 2017                    |                   |              |
| Vereinigte Staaten | Philadelphia  | Walnut Street Theatre   | 04. Oktober 2022                 | 06. November 2022 |              |

## Handlung
Das Musical Rocky erzählt die Geschichte des Amateurboxers Rocky Balboa, der nach einer erfolglosen Karriere die einmalige Chance bekommt, gegen den amtierenden Schwergewichtsweltmeister Apollo Creed zu kämpfen. Daneben dreht sich die Handlung um die Liebesgeschichte zwischen Rocky und seiner schüchternen Freundin Adrian.

## Szenen- und Liederfolge

### Akt I
Im Keller einer Kirche

Er fällt noch nicht (Ensemble)

Umkleideraum

Einundvierzig Dollar (Promoter)

Straße vor der Kirche

Fürs Denken zahl' ich dir nix (Gazzo, Buddy)

Rockys Wohnung

Die Nase hält noch (Rocky)

Nachrichtensendung

Feuerwerk (Apollo)

Tierhandlung in Fishtown

Philly Pie (Gloria, Angie, Joanne)

Wenn es weiter regnet (Adrian)

Nebenstraße an der Shamrock-Fleischfabrik

Er fällt noch nicht (Reprise) (Straßensänger)

Kühlhaus in der Shamrock-Fleischfabrik

Für's denken zahl ich dir nix (Reprise) (Paulie, Rocky)

Büro von Miles Jergens

Patriotisch (Apollo, Jergens, Apollos Entourage)

Paulies und Adrians Wohnung

Die Nase hält noch (Reprise) (Rocky)

Eislaufhalle

Mehr als nur ich und du (Rocky, Adrian, Wachmann)

Rockys Wohnung

Adrian (Rocky)

Mickeys Boxstudio

Ich will wissen, warum (Mickey, Gazzo, Buddy, Rocky)

Büro von Miles Jergens

Fight from the Heart (Rocky)

Verschiedene Schauplätze in Philadelphia

Dieser Mann (Rocky, Ensemble)

### Akt II
Verschiedene Schauplätze in Philadelphia

Trainingsmontage

Rockys Wohnung

Im Ring (Mickey)

Verschiedene Schauplätze in Philadelphia

Eye of the Tiger (Ensemble)

Gonna Fly Now (Ensemble)

Tierhandlung

Feiertag (Gloria, Angie, Joanne)

Rockys Wohnung

Wahres Glück (Rocky, Adrian)

Vorbei (Adrian)

Wahres Glück (Reprise) (Rocky, Adrian)

Verschiedene Schauplätze in Philadelphia

Südseiten-Superstar (Ensemble, Rocky, Apollo)

Rockys Wohnung

Adrian (Reprise) (Adrian)

Standzuhalten (Rocky)

Philadelphia Spectrum

Unbesiegter Mann (Apollo, Apollos Entourage)

Der Kampf (Ensemble)

## Besetzung
| Character       | Original Hamburg Cast | Original Stuttgart Cast | Original Broadway Cast |
| --------------- | --------------------- | ----------------------- | ---------------------- |
| Rocky Balboa    | Drew Sarich           | Nikolas Heiber          | Andy Karl              |
| Adrian Pennino  | Wietske van Tongeren  | Lucy Scherer            | Margo Seibert          |
| Apollo Creed    | Terence Archie        | Gino Emnes              | Terence Archie         |
| Mickey Goldmill | Uwe Drewes            | Norbert Lamla           | Dakin Matthews         |
| Paulie Pennino  | Patrick Imhof         | Alexander Brugnara      | Danny Mastrogiorgio    |
| Gloria          | Alex Avenell          | Rosalie de Jong         | Jennifer Mudge         |

## CD-Aufnahmen
Aktuell existieren zwei Aufnahmen des Musicals, eine mit dem original Hamburg-Cast, und eine mit dem Broadway-Cast. Bei beiden handelt es sich um unvollständige Studioaufnahmen.

## Auszeichnungen
| Produktion           | Jahr | Award                      | Kategorie                             | Nominierte(r)                         | Ergebnis  |
| -------------------- | ---- | -------------------------- | ------------------------------------- | ------------------------------------- | --------- |
| Hamburger Produktion | 2013 | Musicals-Leserwahl         |                                       |                                       |           |
| Hamburger Produktion | 2013 | Musicals-Leserwahl         | Neue Musical Produktion               | Rocky – Das Musical                   | gewonnen  |
| Hamburger Produktion | 2013 | Musicals-Leserwahl         | Regisseur(in)                         | Alex Timbers                          | gewonnen  |
| Hamburger Produktion | 2013 | Musicals-Leserwahl         | Ausstatter(in)                        | Christopher Barreca                   | gewonnen  |
| Hamburger Produktion | 2013 | Musicals-Leserwahl         | Ausstatter(in)                        | David Zinn                            | gewonnen  |
| Hamburger Produktion | 2013 | Musicals-Leserwahl         | Darsteller                            | Drew Sarich                           | gewonnen  |
| Hamburger Produktion | 2013 | Live Entertainment Award   | Beste En-suite Produktion             | Rocky – Das Musical                   | gewonnen  |
| Hamburger Produktion | 2014 | Musicals-Leserwahl         | Long-Run-Musical                      | Rocky – Das Musical                   | gewonnen  |
| Broadway Produktion  | 2014 | Tony Award                 |                                       |                                       |           |
| Broadway Produktion  | 2014 | Tony Award                 | Best Actor in a Musical               | Andy Karl                             | nominiert |
| Broadway Produktion  | 2014 | Tony Award                 | Best Choreography                     | Steven Hoggett und Kelly Devine       | nominiert |
| Broadway Produktion  | 2014 | Tony Award                 | Best Scenic Design                    | Christopher Barreca                   | gewonnen  |
| Broadway Produktion  | 2014 | Tony Award                 | Best Lighting Design                  | Christopher Akerlind                  | nominiert |
| Broadway Produktion  | 2014 | Drama Desk Award           | Outstanding Musical                   | Outstanding Musical                   | nominiert |
| Broadway Produktion  | 2014 | Drama Desk Award           | Outstanding Actor in a Musical        | Andy Karl                             | nominiert |
| Broadway Produktion  | 2014 | Drama Desk Award           | Outstanding Director of a Musical     | Alex Timbers                          | nominiert |
| Broadway Produktion  | 2014 | Drama Desk Award           | Outstanding Choreography              | Steven Hoggett und Kelly Devine       | nominiert |
| Broadway Produktion  | 2014 | Drama Desk Award           | Outstanding Set Design                | Christopher Barreca                   | gewonnen  |
| Broadway Produktion  | 2014 | Drama Desk Award           | Outstanding Lighting Design           | Christopher Akerlind                  | gewonnen  |
| Broadway Produktion  | 2014 | Drama Desk Award           | Outstanding Sound Design              | Peter Hylenski                        | nominiert |
| Broadway Produktion  | 2014 | Drama League Award         | Distinguished Production of a Musical | Distinguished Production of a Musical | nominiert |
| Broadway Produktion  | 2014 | Drama League Award         | Distinguished Performance Award       | Margo Seibert                         | nominiert |
| Broadway Produktion  | 2014 | Drama League Award         | Distinguished Performance Award       | Andy Karl                             | nominiert |
| Broadway Produktion  | 2014 | Outer Critics Circle Award | Outstanding Broadway Musical          | Outstanding Broadway Musical          | nominiert |
| Broadway Produktion  | 2014 | Outer Critics Circle Award | Outstanding Book Of A Musical         | Thomas Meehan                         | nominiert |
| Broadway Produktion  | 2014 | Outer Critics Circle Award | Outstanding Actor in a Musical        | Andy Karl                             | nominiert |
| Broadway Produktion  | 2014 | Outer Critics Circle Award | Outstanding Direction of a Musical    | Alex Timbers                          | nominiert |
| Broadway Produktion  | 2014 | Outer Critics Circle Award | Outstanding Choreography              | Steven Hoggett und Kelly Devine       | nominiert |
| Broadway Produktion  | 2014 | Outer Critics Circle Award | Outstanding Set Design                | Christopher Barreca                   | gewonnen  |